# 山名之弘
山名 之弘（やまな ゆきひろ、生没年不詳）は、室町時代の武将、守護大名。伯耆守護。山名教之の3男で豊之、豊氏の弟、元之、小太郎の兄。子に澄之。官位は右馬頭。
文明3年（1471年）9月に伯耆守護だった長兄の豊之が殺害され、文明5年（1473年）に父と本家当主の山名宗全が相次いで病没、一気に山名氏が混乱していく中、伯耆守護職を継承した。同5年9月19日には伯耆下向に先立って近江坂本に滞在、11月21日には伯耆・円福寺等の諸役を免除、禁制を掲げた。
之弘は伯耆守護として美作における赤松政則の旧領回復を防ぐ立場にいたが、之弘自身は赤松氏ら東軍の影響を強く受けており、山名家中からは正統な家督とは認められなかった。そもそも、之弘自身が東軍によって送り込まれた伯耆守護であったとする説もある。そのため、之弘の在職はわずか3年程で終わり、弟の元之に守護職を譲った。以後の消息は不明。